# PuppyRus Linux
PuppyRus Linux (произносится «Па́ппиРус Ли́нукс») — проект русскоязычного сообщества, инициирован Виктором Мелехиным (melviX) 5 сентября 2007 года. Исходно проект задумывался как локализация и русификация для русскоязычных пользователей версий Puppy Linux. В рамках проекта создаётся семейство дистрибутивов с общим названием PuppyRus Linux. Кроме локализации и русификации системы, оригинальные дистрибутивы пополняются дополнительными утилитами и программами.
PuppyRus Linux ориентирован на компьютеры с архитектурой x86, оптимизирован для обеспечения максимальной производительности, и в силу низкой требовательности к оборудованию может вдохнуть «вторую» жизнь в устаревшие модели.
PuppyRus Linux распространяется на Live USB и Live CD, легко устанавливается на любой вид носителя информации. Небольшие размеры (120—180 МБ в зависимости от версии) позволяют полностью загружать дистрибутив в оперативную память. Вся ОС размещается в трёх файлах и распаковывается в полноценную файловую систему при загрузке. Ещё один файл хранит метаданные пользователя, это позволяет упростить процесс резервного копирования и перенос ОС с компьютера на компьютер, максимально сократить время восстановления системы.
PuppyRus Linux сегодня — это большая слаженная команда разработчиков, которая вместе с локализацией оригинальных дистрибутивов вносит улучшение в работу сценариев автонастройки, добавляет программы, отсутствующие в «родительском» дистрибутиве, параллельно ведёт несколько проектов. Самыми значимыми и востребованными на сегодня являются:
- PuppyRus Jeans 1.3.0 — основан на Puppy Linux 3.01, основательно переработан и дополнен, имеет финальную версию;
- Puppy 420-ru — основан на Puppy Linux 4.20, дополнен браузером Opera, имеет финальную версию;
- PuppyRus 431 — основан на Puppy Linux 4.3.1, переведен, дополнен, имеет финальную версию;
- LupuRus 500 (lupu) — основан на Puppy Linux 5.00 (lupu), переведен, дополнен, имеет финальную версию;
- LupuRus 510 (lupu) — основан на Puppy Linux 5.1.0 (lupu), переведен, дополнен, имеет финальную версию;
- LupuRus 520 (lupu) — основан на Puppy Linux 5.2.0 (lupu), переведен, дополнен, имеет финальную версию;
- PuppyRus 2.0.0 Snow Dog — основан на переработанной структуре Puppy 4.20-ru. Имеет обновленные ядро, библиотеки, программы. Дистрибутивы Модерн на ядре 2.6.35.10 и Ретро на ядре 2.6.31.14 .
- XlupuRus IvannaSE — основан на LupuRus 520, дополнен, имеет финальную версию;
- PuppyRus Richy — новая разработка. Имеет обновленные ядро, библиотеки, программы. Находится в стадии тестирования;
- LupuRus Bit — основан на LupuRus 520, дополнен, имеет финальную версию.

## PuppyRus Jeans 1.3.0
Исходно дистрибутив PuppyRus ветки 1.0.0-1.3.0 создавался как версия Puppy Linux 3.01.
С развитием проекта, цели разработчиков PuppyRus продвинулись дальше намеченных изначально. Теперь, кроме русской локализации и русификации, PuppyRus включает в себя набор прикладных программ, отличный от такового у «родительского» дистрибутива Puppy Linux 3.01. Много программ было удалено. Также командой разработчиков были внесены улучшения в работу сценариев автоматической настройки операционной системы, повышающие её надёжность, функциональность и удобство для пользователя. Таким образом, PuppyRus постепенно становится независимым проектом по созданию свободной русскоязычной операционной системы.

### Минимальные требования к оборудованию
- ЦП — Pentium.
- Оперативная память — 64 МБ (при наличии жёсткого диска или сходного по функциональности устройства) или 128 МБ.
- Носитель информации размером от 128 МБ — любой из списка: CD-ROM, DVD-ROM, Blu-ray. Жёсткий диск — встроенный или подключаемый через порт USB, либо же накопитель USB-flash.
- PuppyRus поддерживает очень широкий круг оборудования — от выпущенного десять лет назад до самого современного. В целях сохранения компактности PuppyRus выпускается в двух вариантах — «R» («Retro») — для поддержки старых компьютеров и «M» («Modern» — «современный») — для поддержки современных компьютеров. Каждый из типов версий содержит свой набор драйверов и сценарий их настройки, наиболее подходящий для соответствующего класса оборудования.

### Варианты установки
Установка с Live CD выполняется одним из следующих способов.
- На жесткий диск. В отдельный раздел с файловой системой ext2, ext3, reiserfs, NTFS, FAT. При наличии свободного места на диске PuppyRus может быть установлен в раздел с существующей операционной системой, не повредив её настройки.
- На накопитель USB-flash. В раздел с файловой системой FAT16 или ext2. Установку PuppyRus можно осуществить в варианте загрузочного USB-устройства (создать т. н. Live USB), при условии, если оборудование позволяет производить загрузку компьютера с USB-накопителя.
- На мультисессионный CD/DVD-ROM при наличии перезаписываемого CD- или DVD-диска и привода CD/DVD-ROM, поддерживающего режим записи мультисессий. Это достигается способностью PuppyRus записывать текущее состояние оперативной памяти на CD/DVD-ROM при каждом выключении компьютера и восстанавливать его при каждой загрузке системы с данного носителя.

### Система пакетов
PuppyRus унаследовал от своего предшественника Puppy Linux две оригинальные системы пакетов: .PET и .PUP. Они представляют собой файлы, сжатые по алгоритму gzip, внутри которых содержатся каталоги с заключёнными в них файлами для установки. Эти каталоги имеют названия и структуру такие же, как у стандартных каталогов в файловой системе UNIX.
Таким образом, процесс установки новых пакетов сопровождается распаковкой пакетов в корневой каталог. Программа-менеджер пакетов PetGet следит за процессом установки, регистрирует файлы, которые копируются из пакета в систему и записывает эти изменения в отдельном файле — журнале установки. После распаковки PetGet исполняет установочный скрипт (сценарий), также содержащийся внутри пакета.
При удалении пакета PetGet, в соответствии с журналом его установки, удаляет все файлы, происходящие от него. После этого PetGet исполняет постустановочный скрипт (сценарий), который был заранее включён в пакет.
PetGet обладает слабыми механизмами отслеживания зависимостей, что делает систему пакетов PuppyRus в частности и Puppy Linux вообще похожей на таковую в дистрибутиве Slackware. Отчасти благодаря этому сходству, дистрибутив PuppyRus совместим с пакетами дистрибутива Slackware версии 12, для которых существует официальный репозиторий в Интернете. Для удобного управления пакетами Slackware в PuppyRus включен менеджер пакетов GSlapt, с помощью которого пользователи при подключении к Интернету могут в автоматическом режиме находить, скачивать и устанавливать пакеты из репозиториев Slackware 12.

### Приложения, включённые в дистрибутив
Основным принципом при отборе разработчиками программ для включения в дистрибутивы семейства Puppy Linux, в том числе PuppyRus, является минимизация их объёма при одновременной максимизации функциональных возможностей. Это достигается путём подбора прикладных программ таким образом, чтобы одна и та же функция по возможности не использовалась более чем в одной программе.
Разработчиками постоянно увеличивается количество полезных для пользователя функций на мегабайт занимаемого дистрибутивом объёма памяти, что позволяет в итоге уместить в дистрибутив такое число приложений, которое достаточно велико для приведения здесь их полного списка. Основные приложения, включённые в последнее на данный момент издание — PuppyRus Jeans 1.3.0 — обозначены ниже:

#### Оконный менеджер
- JWM — Joe’s Window Manager
- GTK, GTK-2 — библиотеки оконного интерфейса

#### Офисные программы
- Abiword — текстовый процессор
- Geany — легковесная IDE
- Gnumeric — редактор таблиц

#### Работа с изображениями
- InkLite — векторный графический редактор
- mtPaint — растровый графический редактор
- GQView — программа для просмотра изображений
- GPicView — программа для просмотра изображений

#### Работа с мультимедиа
- PBurn — программа для записи дисков CD/DVD/Blu-ray
- Gxine — проигрыватель звуковых файлов и видео, CD и DVD
- Audacious — аудиопроигрыватель
- Audacity — редактор звуковых файлов

#### Работа с файловой системой
- Midnight Commander — консольный файловый менеджер
- ROX-Filer — оконный файловый менеджер
- GParted — редактор разделов жесткого диска

#### Сетевые программы
- Seamonkey — интернет-браузер, почтовый клиент, чат-клиент
- Gftp — оконный ftp-клиент
- Gaim — чат-клиент
- Pnethood — оконная программа для работы в сетях Windows

### История выпуска версий
| Дата выпуска | Название версии                                                          | Расшифровка названия                                                         | Автор сборки                                                                        |
| ------------ | ------------------------------------------------------------------------ | ---------------------------------------------------------------------------- | ----------------------------------------------------------------------------------- |
| 23.10.2007   | PuppyRus_Retro_Beta(3.01)                                                | Ретро-издание, бета-версия (неактуальна)                                     | Сообщество                                                                          |
| 25.10.2007   | PuppyRus-Beta 1                                                          | Модерн-издание, бета-версия (неактуальна)                                    | Сообщество                                                                          |
| 16.12.2007   | PuppyRus-1.00                                                            | Модерн-издание, официальная версия (неактуальна)                             | Сообщество                                                                          |
| 18.12.2007   | PuppyRus-NY-R                                                            | Новогоднее ретро-издание (неактуальна)                                       | Сообщество                                                                          |
| 05.03.2008   | PuppyRus-1.10-R                                                          | Ретро-издание, официальная версия (неактуальна)                              | Сообщество                                                                          |
| 12.03.2008   | PuppyRus-1.10-Standart-M-Beta2                                           | Стандартное модерн-издание (неактуальна)                                     | Сообщество                                                                          |
| 20.04.2008   | PuppyRus-1.12-Spring-R                                                   | Весеннее ретро-издание, официальная версия (неактуальна)                     | Сообщество                                                                          |
| 26.04.2008   | PuppyRus-1.12-Spring-M                                                   | Весеннее модерн-издание, официальная версия (неактуальна)                    | Сообщество                                                                          |
| 06.08.2008   | PuppyRus-1.20F-Lite-M                                                    | Облегчённое модерн-издание, официальная версия (неактуальна)                 | Сообщество                                                                          |
| 06.08.2008   | PuppyRus-1.20F-Lite-R                                                    | Облегчённое ретро-издание, официальная версия (неактуальна)                  | Сообщество                                                                          |
| 06.08.2008   | PuppyRus-1.20-RC-Eee900                                                  | Облегчённое модерн-издание для Asus Eee PC, официальная версия (неактуальна) | Сообщество                                                                          |
| 20.10.2008   | PuppyRus-1.20U-Lite-M                                                    | Обновлённое модерн-издание, официальная версия (неактуальна)                 | Сообщество                                                                          |
| 20.10.2008   | PuppyRus-1.20U-Lite-R                                                    | Обновлённое ретро-издание, официальная версия (неактуальна)                  | Сообщество                                                                          |
| 20.10.2008   | PuppyRus-Siberia-01                                                      | Специальное модерн-издание для Asus Eee PC, официальная версия               | Сообщество                                                                          |
| 10.06.2009   | PuppyRus Linux Jeans 1.3.0                                               | Финальное модерн-издание, официальная версия                                 | Сообщество                                                                          |
| 01.12.2009   | Puppy-4.20-ru                                                            | Неофициальная версия                                                         | Валерий Крувялис (vkvkvk)                                                           |
| 30.09.2010   | LupuRus-510 и XLupuRus-510                                               | Неофициальная версия                                                         | Игорь Берлов (bit777)                                                               |
| 06.11.2010   | PuppyRus-2.0-Snow-Dog                                                    | Бета, официальная версия                                                     | Сообщество                                                                          |
| 01.01.2011   | PuppyRus-2.0-Snow-Dog Beta-7                                             | Новогоднее ретро- и модерн-издание, бета, официальная версия                 | Сообщество                                                                          |
| 25.01.2011   | PuppyRus Linux Jeans-S-1.3.1b2                                           | Бета, официальная версия                                                     | Сообщество                                                                          |
| 25.02.2011   | LupuRus-520-M1 и XLupuRus-520-M1                                         | Неофициальная версия                                                         | Игорь Берлов (bit777)                                                               |
| 16.04.2011   | PuppyRus-2.0.0-Snow-Dog                                                  | Ретро- и модерн-издание, официальная версия                                  | Сообщество                                                                          |
| 07.05.2011   | PuppyRus-2.0.1-Snow-Dog                                                  | Ретро- и модерн-издание, к Дню Радио, официальная версия                     | Сообщество                                                                          |
| 23.05.2011   | PuppyRus-2.0.2-Snow-Dog                                                  | Ретро-, модерн- и BIG издание, официальная версия                            | Сообщество                                                                          |
| 14.06.2011   | PuppyRus-2.0.3-Snow-Dog                                                  | Ретро-, модерн- и BIG издание, официальная версия                            | Сообщество                                                                          |
| 20.06.2011   | Xlupurus520_andy5                                                        | Неофициальная версия                                                         | Андрей Войтович (andy-voit)                                                         |
| 13.12.2011   | XlupuRus_IvannaSE                                                        | Неофициальная версия                                                         | Андрей Войтович (andy-voit)                                                         |
| 10.02.2012   | PuppyRus-2.0.4 Snow Dog Modern                                           | Неофициальная модерн версия                                                  | Дмитрий Кутузов (dim-kut)                                                           |
| 24.02.2012   | LuPuRus 5.2.0 R1 Kill Bill                                               | Неофициальная версия                                                         | Александр Вежденецкий (RoDoN) (Сайт автора)                                         |
| 01.05.2012   | PuppyRus 2.0.4 plus                                                      | Неофициальная модерн-версия                                                  | Николай Рощупкин (nik)                                                              |
| 06.06.2012   | PuppyRus Richy (beta3)                                                   | Бета, официальная версия                                                     | Сообщество                                                                          |
| 24.06.2012   | PuppyRus Richy (beta4)                                                   | Бета, официальная версия                                                     | Сообщество                                                                          |
| 31.08.2012   | LupuRus Bit                                                              | Финальная версия LupuRus Bit (5.2.0)                                         | Константин (Zay)                                                                    |
| 18.09.2012   | Slacko-5.3.5.3ru (недоступная ссылка с 14-05-2013 [4314 дней] — история) | Модерн-версия                                                                | Сергей Родин (rodin.s)                                                              |
| 22.10.2012   | PuppyRus 217 Byte006a (Байт)                                             | Модерн-версия                                                                | Александр Вежденецкий (RoDoN), Андрей Войтович (andy-voit) и Александр Иванов (sfs) |
| 05.12.2012   | Precise-5.4.2ru (недоступная ссылка с 14-05-2013 [4314 дней])            | Модерн-версия                                                                | Сергей Родин (rodin.s)                                                              |
| 13.12.2012   | PuppyRus-Icewm-12.12                                                     | Модерн-версия                                                                | Александр Проклов (Pro)                                                             |
| 09.01.2013   | Precise-5.4.3ru                                                          | Модерн-версия                                                                | Сергей Родин (rodin.s)                                                              |
| 09.02.2013   | Slacko-5.4ru                                                             | Модерн-версия                                                                | Сергей Родин (rodin.s)                                                              |
| 28.02.2013   | PuppyRus-Icewm-13.02                                                     | Модерн-версия                                                                | Александр Проклов (Pro)                                                             |
| 07.04.2013   | Precise-5.5-ru                                                           | Модерн-версия                                                                | Сергей Родин (rodin.s)                                                              |
| 07.04.2013   | Slacko-5.5-ru                                                            | Модерн-версия                                                                | Сергей Родин (rodin.s)                                                              |
| 29.09.2013   | Precise-5.7.1-retro-ru                                                   | Ретро-версия                                                                 | Сергей Родин (rodin.s)                                                              |
| 17.11.2013   | Precise-5.7.1-modern-ru                                                  | Модерн-версия                                                                | Сергей Родин (rodin.s)                                                              |
| 17.11.2013   | PuppyRus-A 14.12                                                         | Модерн-версия                                                                | Александр Проклов (Pro), Александр Вежденецкий (RoDoN) и Александр Иванов (sfs)     |